# NGC 2466
NGC 2466 (również PGC 21714) – galaktyka spiralna (Sc), znajdująca się w gwiazdozbiorze Ryby Latającej. Odkrył ją John Herschel 20 lutego 1835 roku.
W galaktyce tej zaobserwowano supernową SN 2003gh.